# São José
São José, amtlich portugiesisch Município de São José, ist eine Stadt im brasilianischen Bundesstaat Santa Catarina. Sie liegt an der atlantischen Küste und gehört zur Agglomeration Metropolregion Florianópolis (portugiesisch Grande Florianópolis).

## Geschichte
Die Siedlung wurde 1750 durch 182 Ehepaare von den Azoreninseln São Miguel und São Jorge gegründet. Am 1. August 1833 wurde sie zur Stadt (portugiesisch município) erhoben.
Im Jahr 1845 hatte die Stadt bereits 21.000 Einwohner, die Josefenser genannt werden. Ihre heutige Größe verdankt sie der Nähe zur Landeshauptstadt Florianópolis, an die sie direkt angrenzt. São José ist mit rund 250.000 Einwohnern (Stand 2020) nach der Hauptstadt selbst die zweitgrößte Stadt der Agglomeration sowie viertgrößte Stadt des Bundesstaates und bietet ungefähr 50.000 Menschen Arbeit. Durch ihre Funktion als Industriestadt leidet sie unter starker Umweltverschmutzung. Dies hat unter anderem dazu geführt, dass das Meer im Bereich der Stadt nicht mehr zum Baden genutzt werden kann.

## Verkehr
Durch die BR-101, eine über 4500 Kilometer lange Hauptstraße Brasiliens, sowie durch die Landesstraße SC-407 ist die Stadt an das überörtliche Straßennetz angebunden.

## Tourismus

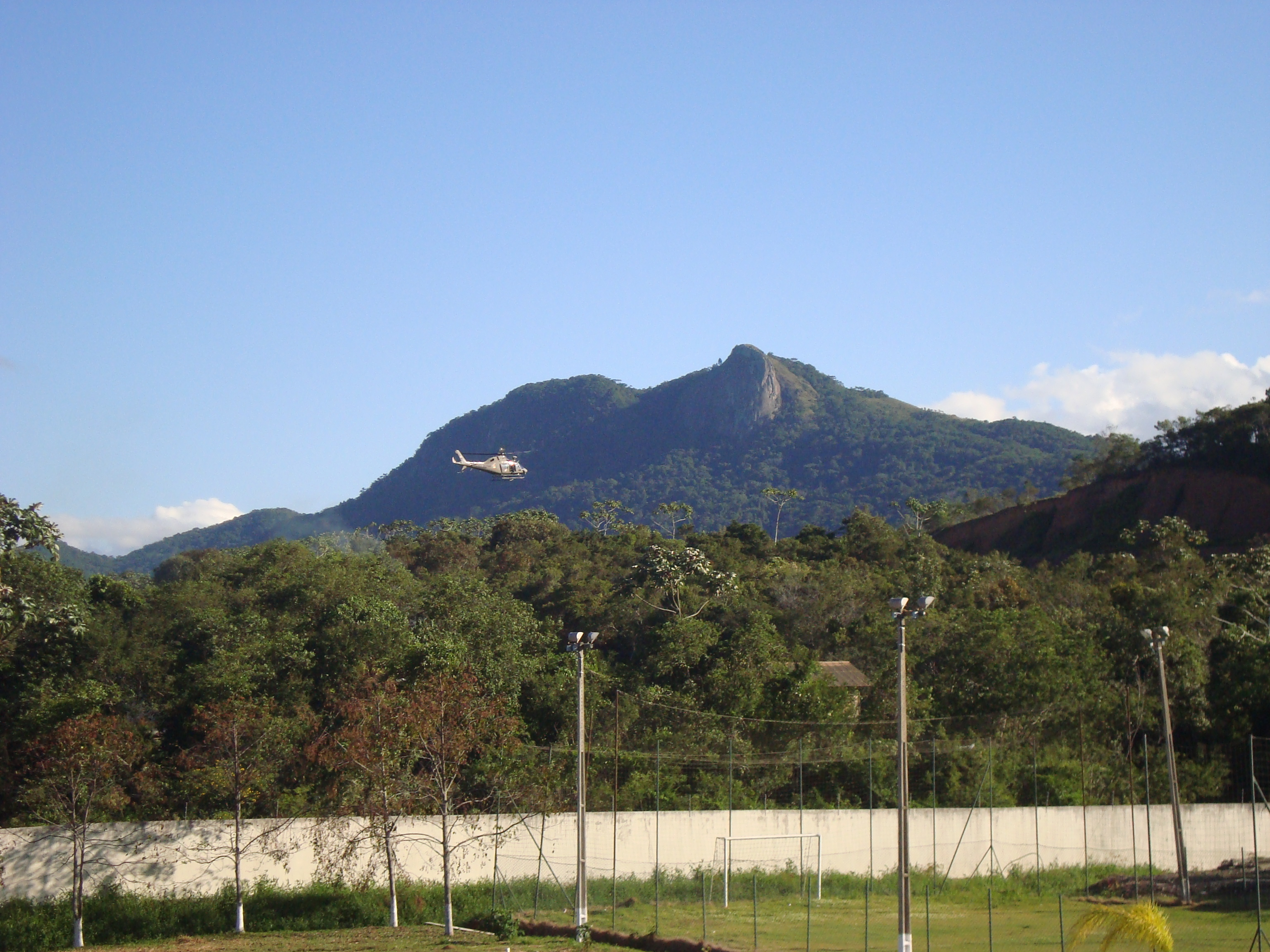
Morro da Pedra Branca (2012)

Der Berg Morro da Pedra Branca (Höhe 460 Meter) bietet Aussicht auf das Meer und die Stadt. Die Strände der Stadt sind – auch aufgrund der dortigen Fischrestaurants und Strandbars – trotz der zunehmenden Verschmutzung ein beliebtes Ausflugsziel.

## Söhne und Töchter der Gemeinde
- Jaime de Barros Câmara (1894–1971), Erzbischof von São Sebastião do Rio de Janeiro
- Augustinho Petry (* 1938), Bischof von Rio do Sul